# Pierrick Fédrigo
Pierrick Fédrigo (Marmande, Lot-et-Garonne, 30 de noviembre de 1978) es un ciclista francés.

## Trayectoria
Se convirtió en profesional en 2001 con el equipo Crédit Agricole. En 2005, se unió al Bouygues Télécom y entre 2011 y 2015 estuvo en el equipo de la Française des Jeux. En 2015 fichó por el conjunto Bretagne-Séché Environnement.
En 2005, ganó la carrera Cholet-Pays de Loire y los Cuatro días de Dunkerque. El 26 de junio de 2005, se convirtió en campeón de Francia de ciclismo en ruta. En la novena etapa del Tour de Francia 2009, obtuvo la victoria de etapa venciendo al esprint al italiano Franco Pellizotti. En 2008 participó en los Juegos Olímpicos de Pekín.
El 18 de mayo de 2016 anunció que se retiraba a finales de la temporada, tras diecisiete temporadas como profesional y con 37 años de edad.

## Palmarés

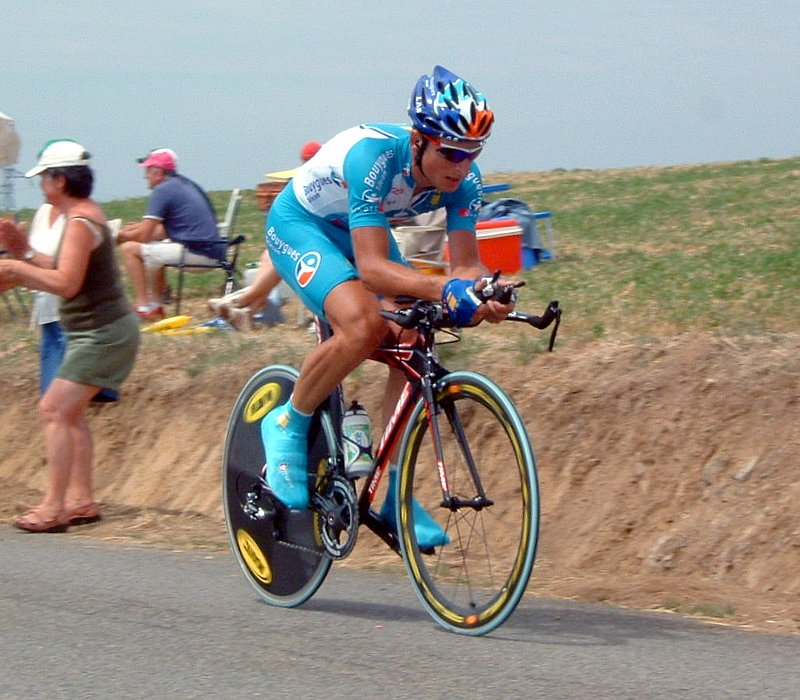
Pierrick Fédrigo en el Tour de Francia 2005.

| 1999 - Flecha de las Ardenas 2004 - Tour de Limousin 2005 - Gran Premio Cholet-Pays de Loire - Cuatro Días de Dunkerque - Campeonato de Francia en Ruta 2006 - 1 etapa del Tour de Francia 2007 - 2.º en el Campeonato de Francia en Ruta - Tour de Limousin 2008 - 1 etapa de la Volta a Cataluña - Gran Premio de Plouay | 2009 - 1 etapa de los Cuatro Días de Dunkerque - 1 etapa de la Dauphiné Libéré - 1 etapa del Tour de Francia 2010 - Critérium Internacional, más 1 etapa - 1 etapa del Tour de Francia 2012 - 1 etapa del Critérium Internacional - 1 etapa del Tour de Francia 2013 - París-Camembert 2015 - Gran Premio Cholet-Pays de Loire |

## Resultados en Grandes Vueltas y Campeonatos del Mundo
Durante su carrera deportiva consiguió los siguientes puestos en las Grandes Vueltas y en los Campeonatos del Mundo en carretera:
| Carrera         | Carrera         | 2000 | 2001 | 2002 | 2003 | 2004 | 2005 | 2006 | 2007 | 2008 | 2009 | 2010 | 2011 | 2012 | 2013 | 2014 | 2015 | 2016 |
| --------------- | --------------- | ---- | ---- | ---- | ---- | ---- | ---- | ---- | ---- | ---- | ---- | ---- | ---- | ---- | ---- | ---- | ---- | ---- |
|                 | Giro de Italia  | —    | —    | —    | —    | —    | —    | —    | —    | —    | —    | —    | —    | —    | —    | —    | —    | —    |
|                 | Tour de Francia | —    | —    | —    | Ab.  | 76.º | 46.º | 28.º | 84.º | 30.º | 56.º | 57.º | —    | 48.º | 59.º | —    | 52.º | —    |
|                 | Vuelta a España | —    | —    | —    | —    | —    | Ab.  | —    | —    | —    | Ab.  | —    | —    | —    | —    | —    | —    | —    |
| Mundial en Ruta | Mundial en Ruta | —    | —    | Ab.  | —    | —    | —    | —    | 30.º | —    | 46.º | —    | —    | —    | —    | —    | —    | —    |

—: no participa

Ab.: abandono

## Equipos
- Crédit Agricole (1999[2] -2004)
- Bouygues Telecom (2005-2010)
  - Bouygues Telecom (2005-2008)
  - Bbox Bouygues Telecom (2009-2010)
- FDJ (2011-2014)
  - FDJ (2011)
  - FDJ-Big Mat (2012)
  - FDJ (2013)
  - FDJ.fr (2013)
- Bretagne/Fortuneo (2015-2016)
  - Bretagne-Séché Environnement (2015)
  - Fortuneo-Vital Concept (2016)